# Mortagne-du-Nord
Mortagne-du-Nord là một xã ở trong tỉnh Nord ở miền bắc nước Pháp. Xã này có diện tích 2,18 km², dân số năm 1999 là 1580 người. Xã nằm ở khu vực có độ cao trung bình 17 mét trên mực nước biển.